# Jean-François-Joseph Rochechouart
Jean-François-Joseph Rochechouart (ur. 27 albo 28 stycznia 1708 w Tuluzie, zm. 20 marca 1777 w Paryżu) – francuski kardynał.

## Życiorys
Urodził się 27 albo 28 stycznia 1708 roku w Tuluzie, jako syn Charles’a de Rochechuart’a i Françoise de Montesquiou. Studiował na Sorbonie, gdzie uzyskał licencjat z teologii. 18 września 1741 roku został wybrany biskupem Laonu, a 15 października przyjął sakrę. W latach 1757–1762 był ambasadorem Francji przy Stolicy Piotrowej. 23 listopada 1761 roku został kreowany kardynałem prezbiterem i otrzymał kościół tytularny Sant’Eusebio. Rok później został kawalerem Orderu Ducha Świętego i jałmużnikiem Marii Leszczyńskiej. Zmarł 20 marca 1777 roku w Paryżu.